# Krilo (košarka)
Krilo (angleško: small forward) je eno od petih standardnih igralnih mest v košarki. Košarkarji, ki igrajo na poziciji krila, veljajo za ene najraznovrstnejših v košarkarski igri, saj so to igralci, ki za svojo uspešnost potrebujejo zmes tako hitrosti in okretnosti branilcev kot tudi višino in moč centrov za igro proti košu. Igralno mesto nosi tudi naziv številka tri ali trojka, ki se nanaša na zaporedno številsko oznako.

## Vloga krila
Krilo je igralec, ki je sposoben zadeti tako od daleč kot tudi prodreti pod koš, v obrambi je zadolžen tako za pomoč centrom pri skakanju za odbitimi žogami kot tudi oviranje prodirajočih igralcev ali odvzem žoge njim. Krilni igralci so višji od branilcev ter hitrejši od še večjih centrov. Veliko mečejo iz oddaljenosti, pogosto tudi mete za tri točke. Poleg tega se od njih pričakuje ogrožanje nasprotnikovega koša s prodori pod koš, kar jim poleg okretnosti omogoča njihova višina, ki je po navadi tam okoli dveh metrov. Številna krila lahko igrajo tudi na poziciji krilnega centra, če imajo dovolj telesne višine in moči. V tem primeru so zelo neugodni za nasprotnika, ker so sposobni zadeti tako od blizu koša kot tudi mete od daleč. Tako kot v napadu pa je njihova raznovrstnost lahko uporabna tudi v obrambi saj so sposobni zaustavljanja najprodornejših nasprotnikovih igralcev, kritja oddaljenih strelcev ter skakati za odbito žogo pod košem.